# Nematopagurus vallatus
Nematopagurus vallatus is een tienpotigensoort uit de familie van de Paguridae. De wetenschappelijke naam van de soort is voor het eerst geldig gepubliceerd in 1939 door Melin.